# 맨섬 공식 축구팀
맨섬 공식 축구팀(Isle of Man official football team)은 영국에 속해있는 채널 제도의 한 지역인 맨섬을 대표하는 잉글랜드 축구 협회와 카운티 축구 협회의 회원인 축구팀이다. 이 팀은 영국의 지역 축구 대회와 섬 지역을 대표하는 국제 대회인 아일랜드 게임 축구에 참여한다. 아일랜드 게임 축구에 10번 출전하여 금메달 1개, 은메달 4개를 획득했다. 그리고 2019년에 열리지 않은 아일랜드 게임 축구 경기 대신 열린 인터 게임 축구 대회에서는 동메달을 획득했다. NF-보드에 속한 엘런 바닌 축구팀과는 다른 팀이다.